# Raffenaldia platycarpa
Raffenaldia platycarpa là một loài thực vật có hoa trong họ Cải. Loài này được (Coss.) Stapf miêu tả khoa học đầu tiên năm 1932.